# Klitih (Plandaan)
Klitih is een bestuurslaag in het regentschap Jombang van de provincie Oost-Java, Indonesië. Klitih telt 3326 inwoners (volkstelling 2010).